# Antoine Bouscatel
Pour les articles homonymes, voir Bouscatel.
Antoine Bouscatel (Lascelle, 9 mars 1867 - Paris 12e, 11 février 1945), dit « Bousca », est un joueur de cabrette auvergnat originaire du Cantal. Monté à Paris, il a créé des lieux de bal musette, dans le quartier de la Roquette, puis rue de la Huchette. Beau-père de Charles Péguri, fils d'un couple d'Italiens, réparateur et joueur d'accordéon. De cette association naquirent l'accordéon-musette et le bal musette.